# Jüri Ratas
Jüri Ratas (* 2. července 1978 Tallinn) je estonský politik, lídr Estonské strany středu a v letech 2016–2021 estonský premiér.

## Kariéra
Vystudoval ekonomii na Tallinské technické univerzitě a práva na univerzitě v Tartu.
Po dvou kratších obdobích ve funkci zástupce starosty působil v letech 2005–2007 jako starosta Tallinnu. V té době inicioval program Evropské zelené město, ve městě byla zahájena rekonstrukce škol a byla vybudována výpadovka na Tartu.
Už od voleb v roce 2007 byl místopředsedou parlamentu. Když v roce 2015 opět obhájil svůj poslanecký mandát, byl znovu potvrzen i do funkce druhého parlamentního místopředsedy. Funkci pak vykonával až do jmenování premiérem.

### Premiér Estonska
5. listopadu 2016 se stal teprve druhým lídrem Estonské strany středu, kterou do té doby vedl čtvrt století Edgar Savisaar. Za jeho éry centristé podepsali i smlouvu o spolupráci s Jednotným Ruskem. Savisaarovo rozhodnutí neucházet se znovu o předsednictví strany bylo klíčovým momentem pro ustanovení vládní koalice ve složení se Stranou středu, jelikož kremelská vazba předtím zapojení Strany středu do vládní koalice znemožňovala. Jeho nástupce Ratas navíc zdůraznil, že centristé nemohou s Moskvou spolupracovat, dokud Rusko nezačne opět respektovat mezinárodní právo.
Když pak padla vláda Taaviho Roivase a sociální demokraté a konzervativci z ní odešli, složili vládní koalici se Stranou středu. Kabinet získal důvěru parlamentu převahou 53 hlasů proti 33, následně pak vládu v čele s premiérem Ratasem jmenovala prezidentka Kersti Kaljulaidová 23. listopadu 2016.
Ratas oznámil 13. ledna 2021, že rezignuje na premiérskou funkci. Učinil tak poté, co generální prokurátor obvinil jeho stranu a podnikatele Hillara Tedera ze zločinného spolčení. Řekl, že se ničeho nezákonného nedopustil, a popřel, že by měl povědomí o korupční aféře, ale přijímá politickou odpovědnost a rezignuje. Zůstal premiérem v demisi do jmenování nové premiérky Kaji Kallasové 26. ledna 2021.

## Osobní život
Je ženatý, s manželkou Karin Ratasovou má dvě děti.